# Nickelodeon Kids' Choice Awards 2010
Nickelodeon Kids' Choice Awards 2010 was de 23e editie van de jaarlijkse prijsuitreikingshow van kinderzender Nickelodeon. 

## Nominaties
Beste Acteur/Actrice:
- Loek Beernink (Het Huis Anubis)
- Drake Bell (Drake and Josh)
- Miranda Cosgrove (ICarly)
- Miley Cyrus (Hannah Montana)
- Jan Kooijman (Goede tijden, slechte tijden)
- Jack Black (Gullivers Travel)

Beste Serie/Programma:
- True Jackson, VP
- Popstars
- Zack and Cody
- Jeugdjournaal
- Spongebob Squarepants

Beste Artiest:
- Zirkus zirkus
- Lady Gaga
- Rihanna
- Yes-r
- Nick en Simon

The Big Ballot · 1988 · 1989 · 1990 · 1991 · 1992 · 1993 · 1994 · 1995 · 1996 · 1997 · 1998 · 1999 · 2000 · 2001 · 2002 · 2002 · 2003 · 2004 · 2005 · 2006 · 2007 · 2008 · 2009 · 2010 · 2011 · 2012 · 2013 · 2014 · 2015 · 2016 · 2017